# Ironus luci
Ironus luci är en rundmaskart som beskrevs av Andrassy 1956. Ironus luci ingår i släktet Ironus och familjen Ironidae. Inga underarter finns listade i Catalogue of Life.